# 1986-os labdarúgó-világbajnokság (keretek)
Az 1986-os labdarúgó világbajnokság csapatainak keretei:

## A. csoport

### Argentína
Szövetségi kapitány:  Carlos Bilardo
| Szám | Poszt | Név                 | Születési dátum (Kor)          | Vál. | Klub               |
| ---- | ----- | ------------------- | ------------------------------ | ---- | ------------------ |
| 1    | CS    | Sergio Almirón      | 1958. november 18. (27 éves)   | 3    | Newell’s Old Boys  |
| 2    | KP    | Sergio Batista      | 1962. november 9. (23 éves)    | 5    | Argentinos Juniors |
| 3    | KP    | Ricardo Bochini     | 1954. január 25. (32 éves)     | 27   | Independiente      |
| 4    | KP    | Claudio Borghi      | 1964. szeptember 28. (21 éves) | 4    | Argentinos Juniors |
| 5    | V     | José Luis Brown     | 1956. november 10. (29 éves)   | 14   | Atlético Nacional  |
| 6    | V     | Daniel Passarella   | 1953. május 25. (33 éves)      | 68   | Fiorentina         |
| 7    | KP    | Jorge Burruchaga    | 1962. október 9. (23 éves)     | 33   | Nantes             |
| 8    | V     | Néstor Clausen      | 1962. szeptember 29. (23 éves) | 20   | Independiente      |
| 9    | V     | José Luis Cuciuffo  | 1961. február 1. (25 éves)     | 1    | Vélez Sarsfield    |
| 10   | CS    | Diego Maradona      | 1960. október 30. (25 éves)    | 44   | Napoli             |
| 11   | CS    | Jorge Valdano       | 1955. október 4. (30 éves)     | 13   | Real Madrid        |
| 12   | KP    | Héctor Enrique      | 1962. április 26. (24 éves)    | 2    | River Plate        |
| 13   | V     | Oscar Garré         | 1956. december 9. (29 éves)    | 32   | Ferro Carril Oeste |
| 14   | KP    | Ricardo Giusti      | 1956. december 11. (29 éves)   | 26   | Independiente      |
| 15   | K     | Luis Islas          | 1965. december 22. (20 éves)   | 10   | Estudiantes        |
| 16   | V     | Julio Olarticoechea | 1958. október 18. (27 éves)    | 5    | Boca Juniors       |
| 17   | CS    | Pedro Pasculli      | 1960. május 17. (26 éves)      | 13   | Lecce              |
| 18   | K     | Nery Pumpido        | 1957. július 30. (28 éves)     | 15   | River Plate        |
| 19   | V     | Oscar Ruggeri       | 1962. január 26. (24 éves)     | 19   | River Plate        |
| 20   | KP    | Carlos Tapia        | 1962. augusztus 20. (23 éves)  | 2    | Boca Juniors       |
| 21   | KP    | Marcelo Trobbiani   | 1955. február 17. (31 éves)    | 25   | Elche              |
| 22   | K     | Héctor Zelada       | 1957. április 30. (29 éves)    | 0    | América            |

Az argentin válogatott a mezek számozását pozíciók szerinti betűrendbe állította. Passarella, Maradona és Valdano a 6-os, 10-es és 11-es számot igényelte.

### Bulgária
Szövetségi kapitány:  Ivan Vucov
| Szám | Poszt | Név                   | Születési dátum (Kor)          | Vál. | Klub                |
| ---- | ----- | --------------------- | ------------------------------ | ---- | ------------------- |
| 1    | K     | Boriszlav Mihajlov    | 1963. február 12. (23 éves)    | 21   | Vitosa Szófia       |
| 2    | KP    | Naszko Szirakov       | 1962. április 26. (24 éves)    | 17   | Vitosa Szófia       |
| 3    | V     | Nikolaj Arabov        | 1953. február 21. (33 éves)    | 36   | Szliven             |
| 4    | V     | Petar Petrov          | 1961. február 20. (25 éves)    | 28   | Vitosa Szófia       |
| 5    | V     | Georgi Dimitrov       | 1959. január 14. (27 éves)     | 57   | Szredec Szófia      |
| 6    | KP    | Andrej Zseljazkov     | 1952. július 9. (33 éves)      | 46   | Strasbourg          |
| 7    | CS    | Bozsidar Iszkrenov    | 1962. augusztus 1. (23 éves)   | 25   | Vitosa Szófia       |
| 8    | KP    | Ajan Szadakov         | 1961. szeptember 28. (24 éves) | 35   | Lokomotiv Plovdiv   |
| 9    | CS    | Sztojcso Mladenov     | 1957. április 24. (29 éves)    | 48   | Szredec Szófia      |
| 10   | KP    | Zsivko Goszpodinov    | 1957. szeptember 6. (28 éves)  | 24   | Szpartak Varna      |
| 11   | KP    | Plamen Getov          | 1959. március 4. (27 éves)     | 16   | Szpartak Pleven     |
| 12   | KP    | Radoszlav Zdravkov    | 1956. július 30. (29 éves)     | 61   | Szredec Szófia      |
| 13   | V     | Alekszandar Markov    | 1961. augusztus 17. (24 éves)  | 13   | Szpartak Pleven     |
| 14   | CS    | Plamen Markov         | 1957. szeptember 11. (28 éves) | 33   | Metz                |
| 15   | KP    | Georgi Jordanov       | 1963. július 21. (22 éves)     | 4    | Vitosa Szófia       |
| 16   | CS    | Vaszil Dragolov       | 1962. augusztus 17. (23 éves)  | 2    | Beroe Sztara Zagora |
| 17   | KP    | Hriszto Kolev         | 1964. szeptember 21. (21 éves) | 6    | Lokomotiv Plovdiv   |
| 18   | CS    | Bojcso Velicskov      | 1958. augusztus 13. (27 éves)  | 24   | Lokomotiv Szófia    |
| 19   | KP    | Atanasz Pasev         | 1963. november 21. (22 éves)   | 11   | Trakia Plovdiv      |
| 20   | CS    | Kosztadin Kosztadinov | 1959. június 25. (26 éves)     | 37   | Trakia Plovdiv      |
| 21   | V     | Ilija Djakov          | 1963. szeptember 28. (22 éves) | 3    | Dobrudzsa Tolbuhin  |
| 22   | K     | Ilija Valov           | 1961. december 29. (24 éves)   | 10   | Botev Vraca         |

### Olaszország
Szövetségi kapitány:  Enzo Bearzot
| Szám | Poszt | Név                  | Születési dátum (Kor)          | Vál. | Klub           |
| ---- | ----- | -------------------- | ------------------------------ | ---- | -------------- |
| 1    | K     | Giovanni Galli       | 1958. április 29. (28 éves)    | 15   | Milan          |
| 2    | V     | Giuseppe Bergomi     | 1963. december 22. (22 éves)   | 28   | Internazionale |
| 3    | V     | Antonio Cabrini      | 1957. október 8. (28 éves)     | 64   | Juventus       |
| 4    | V     | Fulvio Collovati     | 1957. május 9. (29 éves)       | 49   | Internazionale |
| 5    | V     | Sebastiano Nela      | 1961. március 13. (25 éves)    | 2    | Roma           |
| 6    | V     | Gaetano Scirea       | 1953. május 25. (33 éves)      | 74   | Juventus       |
| 7    | V     | Roberto Tricella     | 1959. március 18. (27 éves)    | 6    | Verona         |
| 8    | V     | Pietro Vierchowod    | 1959. április 6. (27 éves)     | 23   | Sampdoria      |
| 9    | KP    | Carlo Ancelotti      | 1959. június 10. (26 éves)     | 11   | Roma           |
| 10   | KP    | Salvatore Bagni      | 1956. szeptember 25. (29 éves) | 26   | Napoli         |
| 11   | KP    | Giuseppe Baresi      | 1958. február 7. (28 éves)     | 15   | Internazionale |
| 12   | K     | Franco Tancredi      | 1955. január 10. (31 éves)     | 12   | Roma           |
| 13   | KP    | Fernando De Napoli   | 1964. március 15. (22 éves)    | 1    | Avellino       |
| 14   | KP    | Antonio Di Gennaro   | 1958. október 5. (27 éves)     | 11   | Verona         |
| 15   | KP    | Marco Tardelli       | 1954. szeptember 24. (31 éves) | 81   | Internazionale |
| 16   | KP    | Bruno Conti          | 1955. március 13. (31 éves)    | 43   | Roma           |
| 17   | CS    | Gianluca Vialli      | 1964. július 9. (21 éves)      | 4    | Sampdoria      |
| 18   | CS    | Alessandro Altobelli | 1955. november 28. (30 éves)   | 39   | Internazionale |
| 19   | CS    | Giuseppe Galderisi   | 1963. március 22. (23 éves)    | 6    | Milan          |
| 20   | CS    | Paolo Rossi          | 1956. szeptember 23. (29 éves) | 48   | Milan          |
| 21   | CS    | Aldo Serena          | 1960. június 25. (25 éves)     | 5    | Juventus       |
| 22   | K     | Walter Zenga         | 1960. április 30. (26 éves)    | 0    | Internazionale |

### Dél-Korea
Szövetségi kapitány:  Kim Dzsongnam
| Szám | Poszt | Név             | Születési dátum (Kor)          | Vál. | Klub                   |
| ---- | ----- | --------------- | ------------------------------ | ---- | ---------------------- |
| 1    | K     | Csho Bjongduk   | 1958. május 26. (28 éves)      | 0    | Hallelujah FC          |
| 2    | V     | Pak Kjonghun    | 1961. január 19. (25 éves)     | 0    | Posco Atoms            |
| 3    | V     | Csong Dzsongszu | 1961. március 27. (25 éves)    | 0    | Jukong Kokkiri         |
| 4    | KP    | Csho Kvangre    | 1954. március 19. (32 éves)    | 0    | Daewoo Royals          |
| 5    | V     | Csong Jonghvan  | 1960. február 10. (26 éves)    | 0    | Daewoo Royals          |
| 6    | CS    | I Theho         | 1961. január 29. (25 éves)     | 0    | Daewoo Royals          |
| 7    | CS    | Kim Dzsongbu    | 1965. november 3. (20 éves)    | 0    | Korea Egyetem          |
| 8    | KP    | Csho Jongdzsung | 1954. augusztus 18. (31 éves)  | 0    | Lucky-Goldstar Hwangso |
| 9    | KP    | Cshö Szunho     | 1962. január 10. (24 éves)     | 47   | Posco Atoms            |
| 10   | CS    | Pak Cshangszon  | 1954. február 2. (32 éves)     | 0    | Daewoo Royals          |
| 11   | CS    | Csha Bomgun     | 1953. május 21. (33 éves)      | 125  | Bayer Leverkusen       |
| 12   | V     | Kim Pjongszok   | 1958. szeptember 22. (27 éves) | 0    | Hyundai Horangi        |
| 13   | KP    | No Szudzsin     | 1962. február 10. (24 éves)    | 0    | Jukong Kokkiri         |
| 14   | V     | Csho Minguk     | 1963. július 5. (22 éves)      | 0    | Lucky-Goldstar Hwangso |
| 15   | V     | Ju Bjongok      | 1964. március 2. (22 éves)     | 0    | Hanjang Egyetem        |
| 16   | KP    | Kim Dzsuszong   | 1966. január 17. (20 éves)     | 0    | Csoszon Egyetem        |
| 17   | KP    | Ho Csongmo      | 1955. január 13. (31 éves)     | 103  | Hyundai Horangi        |
| 18   | KP    | Kim Szamszu     | 1963. február 8. (23 éves)     | 0    | Hyundai Horangi        |
| 19   | CS    | Pjon Bjongdzsu  | 1961. április 26. (25 éves)    | 0    | Daewoo Royals          |
| 20   | CS    | Kim Jongsze     | 1960. április 21. (26 éves)    | 0    | Jukong Kokkiri         |
| 21   | K     | O Jonkjo        | 1960. május 25. (26 éves)      | 0    | Jukong Kokkiri         |
| 22   | CS    | Kang Dukszu     | 1961. augusztus 16. (24 éves)  | 0    | Lucky-Goldstar Hwangso |

## B. csoport

### Belgium
Szövetségi kapitány:  Guy Thys
| Szám | Poszt | Név                 | Születési dátum (Kor)         | Vál. | Klub            |
| ---- | ----- | ------------------- | ----------------------------- | ---- | --------------- |
| 1    | K     | Jean-Marie Pfaff    | 1953. december 4. (32 éves)   |      | Bayern München  |
| 2    | V     | Eric Gerets         | 1954. május 18. (32 éves)     |      | PSV             |
| 3    | V     | Franky Van der Elst | 1961. április 30. (25 éves)   |      | Club Brugge     |
| 4    | V     | Michel de Wolf      | 1958. január 19. (28 éves)    |      | Gent            |
| 5    | V     | Michel Renquin      | 1955. november 3. (30 éves)   |      | Standard Liège  |
| 6    | KP    | Franky Vercauteren  | 1956. október 28. (29 éves)   |      | Anderlecht      |
| 7    | KP    | René Vandereycken   | 1953. július 22. (32 éves)    |      | Anderlecht      |
| 8    | KP    | Enzo Scifo          | 1966. február 19. (20 éves)   |      | Anderlecht      |
| 9    | CS    | Erwin Vandenbergh   | 1959. január 26. (27 éves)    |      | Anderlecht      |
| 10   | KP    | Philippe Desmet     | 1958. november 29. (27 éves)  |      | Waregem         |
| 11   | KP    | Jan Ceulemans       | 1957. február 28. (29 éves)   |      | Club Brugge     |
| 12   | K     | Jacky Munaron       | 1956. szeptember 8. (29 éves) |      | Anderlecht      |
| 13   | V     | Georges Grün        | 1962. január 25. (24 éves)    |      | Anderlecht      |
| 14   | V     | Lei Clijsters       | 1956. november 6. (29 éves)   |      | Waterschei Thor |
| 15   | V     | Leo Van Der Elst    | 1962. január 7. (24 éves)     |      | Club Brugge     |
| 16   | CS    | Nico Claesen        | 1962. október 7. (23 éves)    |      | Standard Liège  |
| 17   | KP    | Raymond Mommens     | 1958. december 27. (27 éves)  |      | Lokeren         |
| 18   | CS    | Daniel Veyt         | 1956. december 9. (29 éves)   |      | Waregem         |
| 19   | V     | Hugo Broos          | 1952. április 10. (34 éves)   |      | Club Brugge     |
| 20   | K     | Gilbert Bodart      | 1962. szeptember 2. (23 éves) |      | Standard Liège  |
| 21   | KP    | Stéphane Demol      | 1966. március 11. (20 éves)   |      | Anderlecht      |
| 22   | KP    | Patrick Vervoort    | 1965. január 17. (21 éves)    |      | Beerschot       |

### Irak
Szövetségi kapitány:  Evaristo de Macedo
| Szám | Poszt | Név                  | Születési dátum (Kor)         | Vál. | Klub       |
| ---- | ----- | -------------------- | ----------------------------- | ---- | ---------- |
| 1    | K     | Rád Hammúdi          | 1953. április 20. (33 éves)   |      | Al-Shurta  |
| 2    | V     | Mádz Ibráhim         | 1960. június 30. (25 éves)    |      | Al-Rasheed |
| 3    | V     | Halil Mohammed       | 1958. szeptember 6. (27 éves) |      | Al-Rasheed |
| 4    | V     | Názim Sáker Szálim   | 1958. április 13. (28 éves)   |      | Al-Tayaran |
| 5    | V     | Szamir Sáker         | 1958. február 29. (28 éves)   |      | Al-Rasheed |
| 6    | KP    | Ali Huszejn Siháb    | 1961. május 5. (25 éves)      |      | Talaba     |
| 7    | KP    | Hárisz Mohammed      | 1958. március 3. (28 éves)    |      | Al-Rasheed |
| 8    | CS    | Áhmed Rádi           | 1964. március 27. (22 éves)   |      | Al-Rasheed |
| 9    | CS    | Karim Szaddám        | 1960. május 26. (26 éves)     |      | Al-Jaish   |
| 10   | CS    | Huszejn Szaíd        | 1958. január 21. (28 éves)    |      | Talaba     |
| 11   | CS    | Abdul-Rahim Hamed    | 1963. május 23. (23 éves)     |      | Al-Jaish   |
| 12   | KP    | Dzsamál Ali          | 1956. február 2. (30 éves)    |      | Talaba     |
| 13   | KP    | Karim Mohammed       | 1960. április 1. (26 éves)    |      | Al-Rasheed |
| 14   | KP    | Bászil Gorgísz Hanna | 1961. szeptember 6. (24 éves) |      | Al-Shabab  |
| 15   | V     | Nátik Hásim          | 1960. január 15. (26 éves)    |      | Al-Tayaran |
| 16   | KP    | Sáker Mahmúd         | 1960. május 5. (26 éves)      |      | Al-Shabab  |
| 17   | KP    | Anád Abid            | 1954. augusztus 3. (31 éves)  |      | Al-Rasheed |
| 18   | KP    | Iszmáil Mohammed     | 1962. április 17. (24 éves)   |      | Al-Shabab  |
| 19   | KP    | Bászim Kászim        | 1959. március 22. (27 éves)   |      | Al-Shurta  |
| 20   | K     | Abdul-Fatáh Naszíf   | 1951. február 2. (35 éves)    |      | Al-Jaish   |
| 21   | K     | Áhmad Dzsászim       | 1960. május 4. (26 éves)      |      | Al-Rasheed |
| 22   | V     | Gánim Orajbi         | 1961. augusztus 16. (24 éves) |      | Al-Shabab  |

### Mexikó
Szövetségi kapitány:  Bora Milutinović
| Szám | Poszt | Név                   | Születési dátum (Kor)          | Vál. | Klub         |
| ---- | ----- | --------------------- | ------------------------------ | ---- | ------------ |
| 1    | K     | Pablo Larios          | 1960. július 31. (25 éves)     |      | Cruz Azul    |
| 2    | V     | Mario Trejo           | 1961. szeptember 18. (24 éves) |      | Club América |
| 3    | V     | Fernando Quirarte     | 1956. május 17. (30 éves)      |      | Guadalajara  |
| 4    | V     | Armando Manzo         | 1958. október 16. (27 éves)    |      | Club América |
| 5    | CS    | Francisco Javier Cruz | 1966. május 24. (20 éves)      |      | Monterrey    |
| 6    | KP    | Carlos de los Cobos   | 1958. december 10. (27 éves)   |      | Club América |
| 7    | KP    | Miguel España         | 1961. április 4. (25 éves)     |      | UNAM Pumas   |
| 8    | KP    | Alejandro Domínguez   | 1961. február 9. (25 éves)     |      | Club América |
| 9    | CS    | Hugo Sánchez          | 1958. július 11. (27 éves)     |      | Real Madrid  |
| 10   | KP    | Tomás Boy             | 1953. július 5. (32 éves)      |      | Tigres       |
| 11   | CS    | Carlos Hermosillo     | 1964. augusztus 24. (21 éves)  |      | Club América |
| 12   | K     | Ignacio Rodríguez     | 1959. augusztus 13. (26 éves)  |      | Atlante      |
| 13   | KP    | Javier Aguirre        | 1958. december 1. (27 éves)    |      | Club América |
| 14   | V     | Félix Cruz            | 1961. április 4. (25 éves)     |      | UNAM Pumas   |
| 15   | CS    | Luis Flores           | 1962. augusztus 8. (23 éves)   |      | UNAM Pumas   |
| 16   | KP    | Carlos Muñoz          | 1962. szeptember 8. (23 éves)  |      | Tigres       |
| 17   | V     | Raúl Servín           | 1963. április 29. (23 éves)    |      | UNAM Pumas   |
| 18   | V     | Rafael Amador         | 1967. november 16. (18 éves)   |      | UNAM Pumas   |
| 19   | CS    | Javier Hernández      | 1961. augusztus 1. (24 éves)   |      | Tecos        |
| 20   | K     | Olaf Heredia          | 1957. október 19. (28 éves)    |      | Tigres       |
| 21   | CS    | Cristóbal Ortega      | 1956. július 25. (29 éves)     |      | Club América |
| 22   | CS    | Manuel Negrete        | 1959. május 15. (27 éves)      |      | UNAM Pumas   |

### Paraguay
Szövetségi kapitány:  Cayetano Ré
| Szám | Poszt | Név                   | Születési dátum (Kor)          | Vál. | Klub                   |
| ---- | ----- | --------------------- | ------------------------------ | ---- | ---------------------- |
| 1    | K     | Roberto Fernández     | 1954. július 9. (31 éves)      |      | Deportivo Cali         |
| 2    | V     | Juan Torales          | 1956. május 9. (30 éves)       |      | Libertad               |
| 3    | V     | César Zabala          | 1961. június 3. (24 éves)      |      | Cerro Porteño          |
| 4    | V     | Vladimiro Schettina   | 1955. október 8. (30 éves)     |      | Guaraní                |
| 5    | V     | Rogelio Delgado       | 1959. október 12. (26 éves)    |      | Olimpia Asunción       |
| 6    | KP    | Jorge Amado Nunes     | 1961. október 18. (24 éves)    |      | Deportivo Cali         |
| 7    | CS    | Buenaventura Ferreira | 1960. július 4. (25 éves)      |      | Deportivo Cali         |
| 8    | KP    | Julio César Romero    | 1960. augusztus 28. (25 éves)  |      | Fluminense             |
| 9    | CS    | Roberto Cabañas       | 1961. április 11. (25 éves)    |      | América de Cali        |
| 10   | KP    | Adolfino Cañete       | 1956. szeptember 13. (29 éves) |      | Cruz Azul              |
| 11   | CS    | Alfredo Mendoza       | 1963. december 31. (22 éves)   |      | Independiente Medellín |
| 12   | K     | Jorge Battaglia       | 1960. május 12. (26 éves)      |      | Sol de America         |
| 13   | V     | Virginio Cáceres      | 1962. május 21. (24 éves)      |      | Guaraní                |
| 14   | V     | Luis Caballero        | 1962. szeptember 17. (23 éves) |      | Guaraní                |
| 15   | KP    | Eufemio Cabral        | 1955. március 21. (31 éves)    |      | Guaraní                |
| 16   | KP    | Jorge Guasch          | 1961. január 17. (25 éves)     |      | Olimpia Asunción       |
| 17   | CS    | Francisco Alcaraz     | 1960. október 4. (25 éves)     |      | Nacional Asunción      |
| 18   | CS    | Evaristo Isasi        | 1955. október 26. (30 éves)    |      | Olimpia Asunción       |
| 19   | KP    | Rolando Chilavert     | 1961. május 22. (25 éves)      |      | Guaraní                |
| 20   | CS    | Ramón Hicks           | 1959. május 30. (27 éves)      |      | Libertad               |
| 21   | CS    | Faustino Alonso       | 1961. február 15. (25 éves)    |      | Sol de America         |
| 22   | K     | Julián Coronel        | 1958. október 23. (27 éves)    |      | Guaraní                |

## C. csoport

### Kanada
Szövetségi kapitány:  Tony Waiters
| Szám | Poszt | Név              | Születési dátum (Kor)          | Vál. | Klub                          |
| ---- | ----- | ---------------- | ------------------------------ | ---- | ----------------------------- |
| 1    | K     | Tino Lettieri    | 1957. szeptember 27. (28 éves) | 21   | Minnesota Strikers            |
| 2    | V     | Bob Lenarduzzi   | 1955. május 1. (31 éves)       | 44   | Tacoma Stars                  |
| 3    | V     | Bruce Wilson     | 1951. június 20. (34 éves)     | 54   | Toronto Inex                  |
| 4    | KP    | Randy Ragan      | 1959. június 7. (26 éves)      | 32   | Toronto Blizzard              |
| 5    | V     | Terry Moore      | 1958. június 2. (27 éves)      | 11   | Glentoran                     |
| 6    | V     | Ian Bridge       | 1959. szeptember 18. (26 éves) | 20   | La Chaux-de-Fonds             |
| 7    | CS    | Carl Valentine   | 1958. július 4. (27 éves)      | 3    | Cleveland Force               |
| 8    | KP    | Gerry Gray       | 1961. január 20. (25 éves)     | 22   | Chicago Sting                 |
| 9    | CS    | Branko Segota    | 1961. június 8. (24 éves)      | 11   | San Diego Sockers             |
| 10   | CS    | Igor Vrablic     | 1965. július 19. (20 éves)     | 27   | Seraing                       |
| 11   | KP    | Mike Sweeney     | 1959. december 25. (26 éves)   | 26   | Cleveland Force               |
| 12   | V     | Randy Samuel     | 1963. december 23. (22 éves)   | 25   | PSV                           |
| 13   | KP    | George Pakos     | 1952. augusztus 14. (33 éves)  | 22   | Victoria Athletic Association |
| 14   | CS    | Dale Mitchell    | 1958. április 21. (28 éves)    | 26   | Tacoma Stars                  |
| 15   | KP    | Paul James       | 1963. november 11. (22 éves)   | 30   | CF Monterrey                  |
| 16   | KP    | Greg Ion         | 1963. március 12. (23 éves)    | 5    | Los Angeles Lazers            |
| 17   | KP    | David Norman     | 1962. május 6. (24 éves)       | 22   | Tacoma Stars                  |
| 18   | KP    | Jamie Lowery     | 1961. január 15. (25 éves)     | 5    | Victoria Egyetem              |
| 19   | KP    | Pasquale de Luca | 1962. május 26. (24 éves)      | 19   | Cleveland Force               |
| 20   | V     | Colin Miller     | 1964. október 4. (21 éves)     | 7    | Rangers                       |
| 21   | K     | Sven Habermann   | 1961. november 3. (24 éves)    | 11   | Toronto Inex                  |
| 22   | K     | Paul Dolan       | 1966. április 16. (20 éves)    | 20   | Edmonton Brickmen             |

### Franciaország
Szövetségi kapitány:  Henri Michel
| Szám | Poszt | Név                 | Születési dátum (Kor)         | Vál. | Klub                |
| ---- | ----- | ------------------- | ----------------------------- | ---- | ------------------- |
| 1    | K     | Joël Bats           | 1957. január 4. (29 éves)     | 23   | Paris Saint-Germain |
| 2    | V     | Manuel Amoros       | 1962. február 1. (24 éves)    | 32   | Monaco              |
| 3    | V     | William Ayache      | 1961. január 10. (25 éves)    | 9    | Nantes              |
| 4    | V     | Patrick Battiston   | 1957. március 12. (29 éves)   | 42   | Bordeaux            |
| 5    | V     | Michel Bibard       | 1958. november 30. (27 éves)  | 5    | Paris Saint-Germain |
| 6    | V     | Maxime Bossis       | 1955. június 26. (30 éves)    | 69   | Racing Paris        |
| 7    | V     | Yvon Le Roux        | 1960. április 19. (26 éves)   | 18   | Nantes              |
| 8    | V     | Thierry Tusseau     | 1958. január 19. (28 éves)    | 18   | Bordeaux            |
| 9    | KP    | Luis Fernández      | 1959. október 2. (26 éves)    | 28   | Paris Saint-Germain |
| 10   | KP    | Michel Platini      | 1955. június 21. (30 éves)    | 63   | Juventus            |
| 11   | KP    | Jean-Marc Ferreri   | 1962. december 26. (23 éves)  | 14   | Auxerre             |
| 12   | KP    | Alain Giresse       | 1952. szeptember 2. (33 éves) | 41   | Bordeaux            |
| 13   | KP    | Bernard Genghini    | 1958. január 18. (28 éves)    | 25   | Monaco              |
| 14   | KP    | Jean Tigana         | 1955. június 23. (30 éves)    | 40   | Bordeaux            |
| 15   | KP    | Philippe Vercruysse | 1962. január 28. (24 éves)    | 2    | Lens                |
| 16   | CS    | Bruno Bellone       | 1962. március 14. (24 éves)   | 24   | Monaco              |
| 17   | CS    | Jean-Pierre Papin   | 1963. november 5. (22 éves)   | 1    | Club Brugge         |
| 18   | CS    | Dominique Rocheteau | 1955. január 14. (31 éves)    | 45   | Paris Saint-Germain |
| 19   | CS    | Yannick Stopyra     | 1961. január 9. (25 éves)     | 16   | Toulouse            |
| 20   | CS    | Daniel Xuereb       | 1959. június 22. (26 éves)    | 3    | Lens                |
| 21   | K     | Philippe Bergeroo   | 1954. január 13. (32 éves)    | 3    | Toulouse            |
| 22   | K     | Albert Rust         | 1953. október 10. (32 éves)   | 0    | Sochaux             |

A francia válogatott a mezek számozását pozíciók szerinti betűrendbe állította. A kapusok az nemzeti hagyományoknak megfelelően (természetesen betűrendben) az 1, 21 és 22-es számú mezt viselték. Platini és Giresse a 10-es illetve a 12-es számot igényelte.

### Magyarország
Szövetségi kapitány:  Mezey György
| Szám | Poszt | Név              | Születési dátum (Kor)          | Vál. | Klub                 |
| ---- | ----- | ---------------- | ------------------------------ | ---- | -------------------- |
| 1    | K     | Disztl Péter     | 1960. március 30. (26 éves)    | 12   | Videoton             |
| 2    | V     | Sallai Sándor    | 1960. március 26. (26 éves)    | 30   | Budapest Honvéd      |
| 3    | V     | Róth Antal       | 1960. szeptember 14. (25 éves) | 18   | Pécsi MSC            |
| 4    | V     | Varga József     | 1954. október 9. (31 éves)     | 29   | Denizlispor          |
| 5    | V     | Kardos József    | 1960. március 22. (26 éves)    | 25   | Újpesti Dózsa        |
| 6    | V     | Garaba Imre      | 1958. július 29. (27 éves)     | 51   | Budapest Honvéd      |
| 7    | CS    | Kiprich József   | 1963. szeptember 6. (22 éves)  | 12   | Tatabányai Bányász   |
| 8    | KP    | Nagy Antal       | 1956. október 17. (29 éves)    | 23   | Budapest Honvéd      |
| 9    | KP    | Dajka László     | 1959. április 29. (27 éves)    | 17   | Budapest Honvéd      |
| 10   | KP    | Détári Lajos     | 1963. április 24. (23 éves)    | 15   | Budapest Honvéd      |
| 11   | CS    | Esterházy Márton | 1956. április 9. (30 éves)     | 20   | AEK Athens           |
| 12   | V     | Csuhay József    | 1957. július 12. (28 éves)     | 9    | Videoton             |
| 13   | V     | Disztl László    | 1962. június 4. (23 éves)      | 4    | Videoton             |
| 14   | V     | Péter Zoltán     | 1958. március 23. (28 éves)    | 19   | Zalaegerszeg         |
| 15   | KP    | Hannich Péter    | 1957. március 30. (29 éves)    | 21   | Rába ETO Győr        |
| 16   | V     | Nagy József      | 1960. október 20. (25 éves)    | 1    | Szombathelyi Haladás |
| 17   | KP    | Burcsa Győző     | 1954. március 13. (32 éves)    | 11   | Auxerre              |
| 18   | K     | Szendrei József  | 1954. április 25. (32 éves)    | 1    | Újpesti Dózsa        |
| 19   | CS    | Bognár György    | 1961. november 5. (24 éves)    | 5    | MTK Hungária         |
| 20   | CS    | Kovács Kálmán    | 1965. szeptember 11. (20 éves) | 6    | Budapest Honvéd      |
| 21   | KP    | Hajszán Gyula    | 1961. október 9. (24 éves)     | 20   | Rába ETO Győr        |
| 22   | K     | Andrusch József  | 1956. március 31. (30 éves)    | 5    | Budapest Honvéd      |

### Szovjetunió
Szövetségi kapitány:  Valerij Lobanovszkij
| Szám | Poszt | Név                     | Születési dátum (Kor)          | Vál. | Klub                |
| ---- | ----- | ----------------------- | ------------------------------ | ---- | ------------------- |
| 1    | K     | Rinat Daszajev          | 1957. június 13. (28 éves)     | 58   | FK Szpartak Moszkva |
| 2    | V     | Volodimir Bezszonov     | 1958. március 5. (28 éves)     | 53   | FK Dinamo Kijiv     |
| 3    | V     | Alekszandr Csivadze     | 1955. április 8. (31 éves)     | 42   | SZK Dinamo Tbiliszi |
| 4    | V     | Gennagyij Morozov       | 1962. december 30. (23 éves)   | 9    | FK Szpartak Moszkva |
| 5    | V     | Anatolij Demjanenko (C) | 1959. február 19. (27 éves)    | 46   | FK Dinamo Kijiv     |
| 6    | V     | Alekszandr Bubnov       | 1955. október 10. (30 éves)    | 32   | FK Szpartak Moszkva |
| 7    | KP    | Ivan Jaremcsuk          | 1962. március 19. (24 éves)    | 2    | FK Dinamo Kijiv     |
| 8    | KP    | Pavlo Jakovenko         | 1964. december 19. (21 éves)   | 1    | FK Dinamo Kijiv     |
| 9    | KP    | Olekszandr Zavarov      | 1961. április 24. (25 éves)    | 7    | FK Dinamo Kijiv     |
| 10   | V     | Oleh Kuznyecov          | 1963. március 22. (23 éves)    | 5    | FK Dinamo Kijiv     |
| 11   | CS    | Oleh Blohin             | 1952. november 5. (33 éves)    | 104  | FK Dinamo Kijiv     |
| 12   | KP    | Andrij Bal              | 1958. február 16. (28 éves)    | 17   | FK Dinamo Kijiv     |
| 13   | KP    | Hennagyij Litovcsenko   | 1963. szeptember 11. (22 éves) | 18   | FK Dnyipro          |
| 14   | CS    | Szergej Rogyionov       | 1962. szeptember 3. (23 éves)  | 17   | FK Szpartak Moszkva |
| 15   | V     | Nyikolaj Larionov       | 1957. január 19. (29 éves)     | 15   | Zenyit Leningrad    |
| 16   | K     | Viktor Csanov           | 1959. július 21. (26 éves)     | 1    | FK Dinamo Kijiv     |
| 17   | KP    | Vadim Jevtusenko        | 1958. január 1. (28 éves)      | 7    | FK Dinamo Kijiv     |
| 18   | CS    | Oleh Protaszov          | 1964. február 4. (22 éves)     | 19   | FK Dnyipro          |
| 19   | CS    | Ihor Bjelanov           | 1960. szeptember 25. (25 éves) | 4    | FK Dinamo Kijiv     |
| 20   | KP    | Szjarhej Alejnyikav     | 1961. november 7. (24 éves)    | 23   | FK Dinama Minszk    |
| 21   | V     | Vaszil Rac              | 1961. április 25. (25 éves)    | 2    | FK Dinamo Kijiv     |
| 22   | K     | Szerhij Krakovszkij     | 1960. augusztus 11. (25 éves)  | 0    | FK Dnyipro          |

## D. csoport

### Algéria
Szövetségi kapitány:  Rábah Szadán
| Szám | Poszt | Név                  | Születési dátum (Kor)         | Vál. | Klub            |
| ---- | ----- | -------------------- | ----------------------------- | ---- | --------------- |
| 1    | K     | Nasszer Edín Dríd    | 1957. január 22. (29 éves)    | 0    | MP Oran         |
| 2    | V     | Mahmúd Kendúz        | 1953. február 24. (33 éves)   | 8    | JS El Biar      |
| 3    | V     | Fathí Sebál          | 1956. augusztus 19. (29 éves) | ?    | FC Rouen        |
| 4    | V     | Nourredine Kourichi  | 1954. április 12. (32 éves)   | 3    | Lille OSC       |
| 5    | V     | Abdelláh Lizsjún     | 1957. december 1. (28 éves)   | 0    | AS Monaco       |
| 6    | KP    | Mohammed Kászí Szaíd | 1958. május 2. (28 éves)      | 0    | RS Kouba        |
| 7    | CS    | Szaláh Asszád        | 1958. március 13. (28 éves)   | 7    | FC Mulhouse     |
| 8    | KP    | Kárím Márúk          | 1958. március 5. (28 éves)    | 0    | Montpellier SC  |
| 9    | CS    | Dzsamál Menád        | 1960. július 22. (25 éves)    | 4    | JE Tizi-Ouzou   |
| 10   | KP    | Lahdar Bellúmi       | 1958. december 29. (27 éves)  | 7    | GCR Mascara     |
| 11   | CS    | Rabáh Mádzser        | 1958. december 15. (27 éves)  | 8    | FC Porto        |
| 12   | CS    | Tedzs Benszúla       | 1954. december 1. (31 éves)   | 8    | Le Havre AC     |
| 13   | CS    | Rachid Harkouk       | 1956. május 16. (30 éves)     | 0    | Notts County    |
| 14   | KP    | Dzsamál Zídán        | 1955. április 28. (31 éves)   | 2    | Waterschei Thor |
| 15   | V     | Abdelhamíd Szádmí    | 1961. január 1. (25 éves)     | 1    | JE Tizi-Ouzou   |
| 16   | V     | Fúzí Manszúri        | 1956. január 17. (30 éves)    | 3    | Montpellier     |
| 17   | CS    | Favzí Ben Hálidí     | 1963. február 3. (23 éves)    | ?    | WO Boufarik     |
| 18   | KP    | Halím Benmabrúk      | 1960. június 25. (25 éves)    | 0    | Racing Paris    |
| 19   | V     | Mohammed Sajb        | 1957. május 20. (29 éves)     | 0    | RS Kouba        |
| 20   | V     | Fodíl Megárjah       | 1961. május 23. (25 éves)     | 1    | ASO Chlef       |
| 21   | K     | Larbí el-Hádí        | 1961. május 27. (25 éves)     | 0    | WO Boufarik     |
| 22   | K     | Murád Amára          | 1959. február 19. (27 éves)   | 4    | JE Tizi-Ouzou   |

### Brazília
Szövetségi kapitány:  Telê Santana
| Szám | Poszt | Név          | Születési dátum (Kor)          | Vál. | Klub             |
| ---- | ----- | ------------ | ------------------------------ | ---- | ---------------- |
| 1    | K     | Carlos       | 1956. március 4. (30 éves)     | 16   | Corinthians      |
| 2    | V     | Édson        | 1959. július 3. (26 éves)      | 17   | Corinthians      |
| 3    | V     | Oscar        | 1954. június 20. (31 éves)     | 59   | São Paulo        |
| 4    | V     | Edinho       | 1955. június 5. (30 éves)      | 40   | Udinese          |
| 5    | KP    | Falcão       | 1953. október 16. (32 éves)    | 26   | São Paulo        |
| 6    | KP    | Júnior       | 1954. június 29. (31 éves)     | 56   | Torino           |
| 7    | CS    | Müller       | 1966. január 31. (20 éves)     | 7    | São Paulo        |
| 8    | CS    | Casagrande   | 1963. április 15. (23 éves)    | 16   | Corinthians      |
| 9    | CS    | Careca       | 1960. október 5. (25 éves)     | 28   | São Paulo        |
| 10   | CS    | Zico         | 1953. március 3. (33 éves)     | 68   | Flamengo         |
| 11   | CS    | Edivaldo     | 1962. április 13. (24 éves)    | 2    | Atlético Mineiro |
| 12   | K     | Paulo Vitor  | 1957. június 7. (28 éves)      | 8    | Fluminense       |
| 13   | V     | Josimar      | 1961. szeptember 19. (24 éves) | 0    | Botafogo         |
| 14   | V     | Júlio César  | 1963. március 8. (23 éves)     | 1    | Guarani          |
| 15   | KP    | Alemão       | 1961. november 22. (24 éves)   | 14   | Botafogo         |
| 16   | V     | Mauro Galvão | 1961. december 19. (24 éves)   | 1    | Internacional    |
| 17   | V     | Branco       | 1964. április 4. (22 éves)     | 9    | Fluminense       |
| 18   | KP    | Sócrates     | 1954. február 19. (32 éves)    | 55   | Flamengo         |
| 19   | KP    | Elzo         | 1961. január 22. (25 éves)     | 6    | Atlético Mineiro |
| 20   | KP    | Silas        | 1965. augusztus 27. (20 éves)  | 3    | São Paulo        |
| 21   | KP    | Valdo        | 1964. január 12. (22 éves)     | 0    | Grêmio           |
| 22   | K     | Leão         | 1949. július 11. (36 éves)     | 80   | Palmeiras        |

### Észak-Írország
Szövetségi kapitány:  Billy Bingham
| Szám | Poszt | Név               | Születési dátum (Kor)          | Vál. | Klub                 |
| ---- | ----- | ----------------- | ------------------------------ | ---- | -------------------- |
| 1    | K     | Pat Jennings      | 1945. június 12. (40 éves)     | 116  | Tottenham Hotspur    |
| 2    | V     | Jimmy Nicholl     | 1956. december 28. (29 éves)   | 70   | West Bromwich Albion |
| 3    | V     | Mal Donaghy       | 1957. szeptember 13. (28 éves) | 42   | Luton Town           |
| 4    | V     | John O'Neill      | 1958. március 11. (28 éves)    | 36   | Leicester City       |
| 5    | V     | Alan McDonald     | 1963. október 12. (22 éves)    | 5    | Queens Park Rangers  |
| 6    | KP    | David McCreery    | 1957. szeptember 16. (28 éves) | 53   | Newcastle United     |
| 7    | KP    | Steve Penney      | 1964. január 16. (22 éves)     | 7    | Brighton             |
| 8    | KP    | Sammy McIlroy     | 1954. augusztus 2. (31 éves)   | 84   | Manchester City      |
| 9    | CS    | Jimmy Quinn       | 1959. november 18. (26 éves)   | 11   | Blackburn Rovers     |
| 10   | KP    | Norman Whiteside  | 1965. május 7. (21 éves)       | 26   | Manchester United    |
| 11   | CS    | Ian Stewart       | 1961. szeptember 10. (24 éves) | 26   | Newcastle United     |
| 12   | K     | Jim Platt         | 1951. január 26. (35 éves)     | 23   | Coleraine            |
| 13   | K     | Philip Hughes     | 1964. november 19. (21 éves)   | 0    | Bury                 |
| 14   | CS    | Gerry Armstrong   | 1954. május 23. (32 éves)      | 62   | West Bromwich Albion |
| 15   | KP    | Nigel Worthington | 1961. november 4. (24 éves)    | 8    | Sheffield Wednesday  |
| 16   | KP    | Paul Ramsey       | 1962. szeptember 3. (23 éves)  | 9    | Leicester City       |
| 17   | CS    | Colin Clarke      | 1962. október 30. (23 éves)    | 3    | Bournemouth          |
| 18   | V     | John McClelland   | 1965. december 7. (20 éves)    | 38   | Watford              |
| 19   | CS    | Billy Hamilton    | 1957. május 9. (29 éves)       | 38   | Oxford United        |
| 20   | V     | Bernard McNally   | 1963. február 17. (23 éves)    | 1    | Shrewsbury Town      |
| 21   | KP    | David Campbell    | 1965. június 2. (20 éves)      | 1    | Nottingham Forest    |
| 22   | CS    | Mark Caughey      | 1960. augusztus 31. (25 éves)  | 2    | Linfield             |

### Spanyolország
Szövetségi kapitány:  Miguel Muñoz
| Szám | Poszt | Név                     | Születési dátum (Kor)          | Vál. | Klub               |
| ---- | ----- | ----------------------- | ------------------------------ | ---- | ------------------ |
| 1    | K     | Andoni Zubizarreta      | 1961. október 23. (24 éves)    | 9    | Athletic Club      |
| 2    | V     | Tomás                   | 1960. augusztus 9. (25 éves)   | 5    | Atlético de Madrid |
| 3    | V     | José Antonio Camacho    | 1955. június 8. (30 éves)      | 64   | Real Madrid        |
| 4    | V     | Antonio Maceda          | 1957. május 16. (29 éves)      | 35   | Real Madrid        |
| 5    | V     | Víctor                  | 1957. március 15. (29 éves)    | 36   | Barcelona          |
| 6    | KP    | Rafael Gordillo         | 1957. február 24. (29 éves)    | 62   | Real Madrid        |
| 7    | KP    | Juan Antonio Señor      | 1958. augusztus 26. (27 éves)  | 29   | Real Zaragoza      |
| 8    | V     | Andoni Goikoetxea       | 1956. augusztus 23. (29 éves)  | 29   | Athletic Club      |
| 9    | CS    | Emilio Butragueño       | 1963. július 22. (22 éves)     | 11   | Real Madrid        |
| 10   | CS    | Francisco José Carrasco | 1959. március 6. (27 éves)     | 30   | Barcelona          |
| 11   | KP    | Julio Alberto           | 1958. október 7. (27 éves)     | 22   | Barcelona          |
| 12   | CS    | Quique Setién           | 1958. szeptember 27. (27 éves) | 3    | Atlético de Madrid |
| 13   | K     | Urruti                  | 1952. február 17. (34 éves)    | 5    | Barcelona          |
| 14   | KP    | Ricardo Gallego         | 1959. február 8. (27 éves)     | 26   | Real Madrid        |
| 15   | V     | Chendo                  | 1961. október 12. (24 éves)    | 1    | Real Madrid        |
| 16   | CS    | Hipólito Rincón         | 1957. április 28. (29 éves)    | 20   | Real Betis         |
| 17   | KP    | Francisco               | 1962. november 1. (23 éves)    | 14   | Sevilla            |
| 18   | KP    | Ramón Calderé           | 1959. január 16. (27 éves)     | 6    | Barcelona          |
| 19   | CS    | Julio Salinas           | 1962. szeptember 11. (23 éves) | 3    | Athletic Club      |
| 20   | CS    | Eloy                    | 1964. július 10. (21 éves)     | 3    | Sporting Gijón     |
| 21   | KP    | Míchel                  | 1963. március 23. (23 éves)    | 5    | Real Madrid        |
| 22   | K     | Juan Carlos Ablanedo    | 1963. szeptember 2. (22 éves)  | 0    | Sporting Gijón     |

## E. csoport

### Dánia
Szövetségi kapitány:  Sepp Piontek
| Szám | Poszt | Név                  | Születési dátum (Kor)          | Vál. | Klub              |
| ---- | ----- | -------------------- | ------------------------------ | ---- | ----------------- |
| 1    | K     | Troels Rasmussen     | 1961. július 4. (24 éves)      | 15   | Aarhus GF         |
| 2    | V     | John Sivebæk         | 1961. október 25. (24 éves)    | 36   | Manchester United |
| 3    | V     | Søren Busk           | 1953. április 10. (33 éves)    | 46   | MVV Maastricht    |
| 4    | V     | Morten Olsen         | 1949. augusztus 14. (36 éves)  | 79   | Anderlecht        |
| 5    | V     | Ivan Nielsen         | 1956. október 9. (29 éves)     | 31   | Feyenoord         |
| 6    | KP    | Søren Lerby          | 1958. február 1. (28 éves)     | 51   | Bayern München    |
| 7    | KP    | Jan Mølby            | 1963. július 4. (22 éves)      | 20   | Liverpool         |
| 8    | KP    | Jesper Olsen         | 1961. március 20. (25 éves)    | 26   | Manchester United |
| 9    | CS    | Klaus Berggreen      | 1958. február 3. (28 éves)     | 32   | Pisa              |
| 10   | CS    | Preben Elkjær Larsen | 1957. szeptember 11. (28 éves) | 56   | Verona            |
| 11   | KP    | Michael Laudrup      | 1964. június 15. (21 éves)     | 30   | Juventus          |
| 12   | V     | Jens Jørn Bertelsen  | 1952. február 15. (34 éves)    | 58   | Aarau             |
| 13   | KP    | Per Frimann          | 1962. június 4. (23 éves)      | 10   | Anderlecht        |
| 14   | CS    | Allan Simonsen       | 1952. december 15. (33 éves)   | 53   | Vejle             |
| 15   | KP    | Frank Arnesen        | 1956. szeptember 30. (29 éves) | 45   | PSV               |
| 16   | K     | Ole Qvist            | 1950. február 25. (36 éves)    | 38   | KB                |
| 17   | V     | Kent Nielsen         | 1961. december 28. (24 éves)   | 4    | Brønshøj          |
| 18   | KP    | Flemming Christensen | 1958. április 10. (28 éves)    | 10   | Lyngby            |
| 19   | CS    | John Eriksen         | 1957. november 20. (28 éves)   | 5    | Feyenoord         |
| 20   | KP    | Jan Bartram          | 1962. március 6. (24 éves)     | 3    | Aarhus            |
| 21   | V     | Henrik Andersen      | 1965. május 7. (21 éves)       | 6    | Anderlecht        |
| 22   | K     | Lars Høgh            | 1959. január 14. (27 éves)     | 3    | Odense            |

### Skócia
Szövetségi kapitány:  Alex Ferguson
| Szám | Poszt | Név              | Születési dátum (Kor)          | Vál. | Klub              |
| ---- | ----- | ---------------- | ------------------------------ | ---- | ----------------- |
| 1    | K     | Jim Leighton     | 1958. július 24. (27 éves)     |      | Aberdeen          |
| 2    | V     | Richard Gough    | 1962. április 5. (24 éves)     |      | Dundee United     |
| 3    | V     | Maurice Malpas   | 1962. augusztus 3. (23 éves)   |      | Dundee United     |
| 4    | KP    | Graeme Souness   | 1953. május 6. (33 éves)       |      | Sampdoria         |
| 5    | V     | Alex McLeish     | 1959. január 21. (27 éves)     |      | Aberdeen          |
| 6    | V     | Willie Miller    | 1955. május 2. (31 éves)       |      | Aberdeen          |
| 7    | KP    | Gordon Strachan  | 1957. február 9. (29 éves)     |      | Manchester United |
| 8    | KP    | Roy Aitken       | 1958. november 24. (27 éves)   |      | Celtic            |
| 9    | CS    | Eamonn Bannon    | 1958. április 18. (28 éves)    |      | Dundee United     |
| 10   | KP    | Jim Bett         | 1959. november 25. (26 éves)   |      | Aberdeen          |
| 11   | KP    | Paul McStay      | 1964. október 22. (21 éves)    |      | Celtic            |
| 12   | K     | Andy Goram       | 1964. április 13. (22 éves)    |      | Oldham Athletic   |
| 13   | V     | Steve Nicol      | 1961. december 11. (24 éves)   |      | Liverpool         |
| 14   | V     | David Narey      | 1956. június 12. (29 éves)     |      | Dundee United     |
| 15   | V     | Arthur Albiston  | 1957. július 14. (28 éves)     |      | Manchester United |
| 16   | KP    | Frank McAvennie  | 1959. november 22. (26 éves)   |      | West Ham United   |
| 17   | CS    | Steve Archibald  | 1956. szeptember 27. (29 éves) |      | Barcelona         |
| 18   | CS    | Graeme Sharp     | 1960. október 16. (25 éves)    |      | Everton           |
| 19   | CS    | Charlie Nicholas | 1961. december 30. (24 éves)   |      | Arsenal           |
| 20   | CS    | Paul Sturrock    | 1956. október 10. (29 éves)    |      | Dundee United     |
| 21   | KP    | Davie Cooper     | 1956. február 25. (30 éves)    |      | Rangers           |
| 22   | K     | Alan Rough       | 1951. november 25. (34 éves)   |      | Hibernian         |

### Uruguay
Szövetségi kapitány:  Omar Borrás
| Szám | Poszt | Név               | Születési dátum (Kor)          | Vál. | Klub                 |
| ---- | ----- | ----------------- | ------------------------------ | ---- | -------------------- |
| 1    | K     | Rodolfo Rodríguez | 1956. január 20. (30 éves)     |      | Santos               |
| 2    | V     | Nelson Gutiérrez  | 1962. április 13. (24 éves)    |      | River Plate          |
| 3    | V     | Eduardo Acevedo   | 1959. szeptember 25. (26 éves) |      | Defensor Sporting    |
| 4    | V     | Víctor Diogo      | 1958. április 9. (28 éves)     |      | Palmeiras            |
| 5    | KP    | Miguel Bossio     | 1960. február 10. (26 éves)    |      | Peñarol Montevideo   |
| 6    | V     | José Batista      | 1962. március 6. (24 éves)     |      | Deportivo Español    |
| 7    | CS    | Antonio Alzamendi | 1956. június 7. (29 éves)      |      | River Plate          |
| 8    | KP    | Jorge Barrios     | 1961. január 24. (25 éves)     |      | Olimbiakósz          |
| 9    | CS    | Jorge da Silva    | 1961. december 11. (24 éves)   |      | atlético Madrid      |
| 10   | KP    | Enzo Francescoli  | 1961. november 12. (24 éves)   |      | River Plate          |
| 11   | KP    | Sergio Santín     | 1956. augusztus 6. (29 éves)   |      | Atlético Nacional    |
| 12   | K     | Fernando Álvez    | 1959. szeptember 4. (26 éves)  |      | Peñarol Montevideo   |
| 13   | V     | César Vega        | 1959. szeptember 2. (26 éves)  |      | Danubio              |
| 14   | V     | Darío Pereyra     | 1956. október 19. (29 éves)    |      | São Paulo            |
| 15   | V     | Eliseo Rivero     | 1957. december 27. (28 éves)   |      | Peñarol Montevideo   |
| 16   | KP    | Mario Saralegui   | 1959. április 24. (27 éves)    |      | Peñarol Montevideo   |
| 17   | KP    | José Zalazar      | 1963. október 26. (22 éves)    |      | Peñarol Montevideo   |
| 18   | KP    | Rubén Paz         | 1959. augusztus 8. (26 éves)   |      | Internacional        |
| 19   | CS    | Venancio Ramos    | 1959. június 20. (26 éves)     |      | Lens                 |
| 20   | CS    | Carlos Aguilera   | 1964. szeptember 21. (21 éves) |      | Nacional Montevideo  |
| 21   | CS    | Wilmar Cabrera    | 1959. július 31. (26 éves)     |      | Valencia             |
| 22   | K     | Celso Otero       | 1958. február 1. (28 éves)     |      | Montevideo Wanderers |

### NSZK
Szövetségi kapitány:  Franz Beckenbauer
| Szám | Poszt | Név                   | Születési dátum (Kor)          | Vál. | Klub                     |
| ---- | ----- | --------------------- | ------------------------------ | ---- | ------------------------ |
| 1    | K     | Harald Schumacher     | 1954. március 6. (32 éves)     |      | Köln                     |
| 2    | V     | Hans-Peter Briegel    | 1955. október 11. (30 éves)    |      | Verona                   |
| 3    | V     | Andreas Brehme        | 1960. november 9. (25 éves)    |      | Kaiserslautern           |
| 4    | V     | Karlheinz Förster     | 1958. július 25. (27 éves)     |      | VfB Stuttgart            |
| 5    | V     | Matthias Herget       | 1955. november 14. (30 éves)   |      | Bayer Uerdingen          |
| 6    | V     | Norbert Eder          | 1955. november 7. (30 éves)    |      | Bayern München           |
| 7    | KP    | Pierre Littbarski     | 1960. április 16. (26 éves)    |      | Köln                     |
| 8    | KP    | Lothar Matthäus       | 1961. március 21. (25 éves)    |      | Bayern München           |
| 9    | CS    | Rudi Völler           | 1960. április 13. (26 éves)    |      | Werder Bremen            |
| 10   | KP    | Felix Magath          | 1953. július 26. (32 éves)     |      | Hamburg                  |
| 11   | CS    | Karl-Heinz Rummenigge | 1955. szeptember 25. (30 éves) |      | Internazionale           |
| 12   | K     | Uli Stein             | 1954. október 23. (31 éves)    |      | Hamburg                  |
| 13   | KP    | Karl Allgöwer         | 1957. január 5. (29 éves)      |      | VfB Stuttgart            |
| 14   | V     | Thomas Berthold       | 1964. november 12. (21 éves)   |      | Eintracht Frankfurt      |
| 15   | V     | Klaus Augenthaler     | 1957. szeptember 26. (28 éves) |      | Bayern München           |
| 16   | KP    | Olaf Thon             | 1966. május 1. (20 éves)       |      | Schalke 04               |
| 17   | V     | Ditmar Jakobs         | 1953. augusztus 28. (32 éves)  |      | Hamburg                  |
| 18   | KP    | Uwe Rahn              | 1962. május 21. (24 éves)      |      | Borussia Mönchengladbach |
| 19   | CS    | Klaus Allofs          | 1956. december 5. (29 éves)    |      | Köln                     |
| 20   | CS    | Dieter Hoeneß         | 1953. január 7. (33 éves)      |      | Bayern München           |
| 21   | KP    | Wolfgang Rolff        | 1959. december 26. (26 éves)   |      | Hamburg                  |
| 22   | K     | Eike Immel            | 1960. november 27. (25 éves)   |      | Borussia Dortmund        |

## F. csoport

### Marokkó
Szövetségi kapitány:  José Faria
| Szám | Poszt | Név                      | Születési dátum (Kor)          | Vál. | Klub             |
| ---- | ----- | ------------------------ | ------------------------------ | ---- | ---------------- |
| 1    | K     | Badou Zaki               | 1959. április 2. (27 éves)     |      | Vidad Casablanca |
| 2    | V     | Labíd Halífa             | 1955                           |      | Kenitra          |
| 3    | V     | Abdelmadzsíd Lamrísz     | 1959. február 12. (27 éves)    |      | FAR Rabat        |
| 4    | V     | Musztafa El-Bjáz         | 1960. december 12. (25 éves)   |      | KAC Marrrákes    |
| 5    | V     | Núr ed-Dín Bújahjví      | 1955. január 7. (31 éves)      |      | Kenitra          |
| 6    | KP    | Abdelmajid Dolmy         | 1953. április 19. (33 éves)    |      | Raja Casablanca  |
| 7    | KP    | Mustafa El Haddaoui      | 1961. július 28. (24 éves)     |      | Lausanne-Sport   |
| 8    | KP    | Azíz Búderbála           | 1960. december 26. (25 éves)   |      | Sion             |
| 9    | CS    | Abdelkrim Merry "Krimau" | 1955. január 13. (31 éves)     |      | Le Havre         |
| 10   | KP    | Mohammed Timúmi          | 1960. január 15. (26 éves)     |      | FAR Rabat        |
| 11   | CS    | Musztafa Miri            | 1958. április 21. (28 éves)    |      | Valenciennes     |
| 12   | K     | Szaláhádín Hmíd          | 1961. szeptember 1. (24 éves)  |      | FAR Rabat        |
| 13   | CS    | Abdelfettáh Rhjátí       | 1963. február 25. (23 éves)    |      | Maghreb Fez      |
| 14   | V     | Lahszen Údáni            | 1959. július 14. (26 éves)     |      | FAR Rabat        |
| 15   | KP    | Munszif El-Addúi         | 1964. október 21. (21 éves)    |      | AS Sale          |
| 16   | CS    | Ázedín Ámanállah         | 1956. április 7. (30 éves)     |      | Besançon         |
| 17   | CS    | Abderrazák Hírí          | 1962. november 20. (23 éves)   |      | FAR Rabat        |
| 18   | KP    | Mohammed Szahíl          | 1963. október 11. (22 éves)    |      | KAC Marrrákes    |
| 19   | KP    | Fádel Dzsilál            | 1964. március 4. (22 éves)     |      | Vidad Casablanca |
| 20   | V     | Abdelláh Bídán           | 1965. szeptember 10. (20 éves) |      | CODM Meknes      |
| 21   | KP    | Abdelazíz Szulejmáni     | 1958. április 30. (28 éves)    |      | Maghreb Fez      |
| 22   | K     | Abdelfettáh Múddáni      | 1956. július 30. (29 éves)     |      | Kenitra          |

### Anglia
Szövetségi kapitány:  Bobby Robson
| Szám | Poszt | Név             | Születési dátum (Kor)          | Vál. | Klub                |
| ---- | ----- | --------------- | ------------------------------ | ---- | ------------------- |
| 1    | K     | Peter Shilton   | 1949. szeptember 18. (36 éves) |      | Southampton         |
| 2    | V     | Gary Stevens    | 1963. március 27. (23 éves)    |      | Everton             |
| 3    | V     | Kenny Sansom    | 1958. szeptember 26. (27 éves) |      | Arsenal             |
| 4    | KP    | Glenn Hoddle    | 1957. október 27. (28 éves)    |      | Tottenham Hotspur   |
| 5    | V     | Alvin Martin    | 1958. július 29. (27 éves)     |      | West Ham United     |
| 6    | V     | Terry Butcher   | 1958. december 28. (27 éves)   |      | Ipswich Town        |
| 7    | KP    | Bryan Robson    | 1957. január 11. (29 éves)     |      | Manchester United   |
| 8    | KP    | Ray Wilkins     | 1956. szeptember 14. (29 éves) |      | Milan               |
| 9    | CS    | Mark Hateley    | 1961. november 7. (24 éves)    |      | Milan               |
| 10   | CS    | Gary Lineker    | 1960. november 30. (25 éves)   |      | Everton             |
| 11   | KP    | Chris Waddle    | 1960. december 14. (25 éves)   |      | Tottenham Hotspur   |
| 12   | V     | Viv Anderson    | 1956. július 29. (29 éves)     |      | Arsenal             |
| 13   | K     | Chris Woods     | 1959. november 14. (26 éves)   |      | Norwich City        |
| 14   | V     | Terry Fenwick   | 1959. november 17. (26 éves)   |      | Queens Park Rangers |
| 15   | V     | Gary A. Stevens | 1962. március 30. (24 éves)    |      | Tottenham Hotspur   |
| 16   | KP    | Peter Reid      | 1956. június 20. (29 éves)     |      | Everton             |
| 17   | KP    | Trevor Steven   | 1963. szeptember 21. (22 éves) |      | Everton             |
| 18   | KP    | Steve Hodge     | 1962. október 25. (23 éves)    |      | Aston Villa         |
| 19   | KP    | John Barnes     | 1963. november 7. (22 éves)    |      | Watford             |
| 20   | CS    | Peter Beardsley | 1961. január 18. (25 éves)     |      | Newcastle United    |
| 21   | CS    | Kerry Dixon     | 1961. július 24. (24 éves)     |      | Chelsea             |
| 22   | K     | Gary Bailey     | 1958. augusztus 9. (27 éves)   |      | Manchester United   |

### Lengyelország
Szövetségi kapitány:  Antoni Piechniczek
| Szám | Poszt | Név                  | Születési dátum (Kor)          | Vál. | Klub           |
| ---- | ----- | -------------------- | ------------------------------ | ---- | -------------- |
| 1    | K     | Józef Młynarczyk     | 1953. szeptember 20. (32 éves) |      | Porto          |
| 2    | V     | Kazimierz Przybyś    | 1960. július 11. (25 éves)     |      | Widzew Łódź    |
| 3    | V     | Władysław Żmuda      | 1954. június 6. (31 éves)      |      | Cremonese      |
| 4    | V     | Marek Ostrowski      | 1959. november 22. (26 éves)   |      | Pogoń Szczecin |
| 5    | V     | Roman Wójcicki       | 1958. január 8. (28 éves)      |      | Widzew Łódź    |
| 6    | KP    | Waldemar Matysik     | 1961. szeptember 27. (24 éves) |      | Górnik Zabrze  |
| 7    | KP    | Ryszard Tarasiewicz  | 1962. április 27. (24 éves)    |      | Śląsk Wrocław  |
| 8    | CS    | Jan Urban            | 1962. május 14. (24 éves)      |      | Górnik Zabrze  |
| 9    | KP    | Jan Karaś            | 1959. március 17. (27 éves)    |      | Legia Warszawa |
| 10   | V     | Stefan Majewski      | 1956. január 31. (30 éves)     |      | Kaiserslautern |
| 11   | CS    | Włodzimierz Smolarek | 1957. július 16. (28 éves)     |      | Widzew Łódź    |
| 12   | K     | Jacek Kazimierski    | 1959. augusztus 17. (26 éves)  |      | Legia Warszawa |
| 13   | KP    | Ryszard Komornicki   | 1959. augusztus 14. (26 éves)  |      | Górnik Zabrze  |
| 14   | V     | Dariusz Kubicki      | 1963. június 6. (22 éves)      |      | Legia Warszawa |
| 15   | KP    | Andrzej Buncol       | 1959. szeptember 21. (26 éves) |      | Legia Warszawa |
| 16   | CS    | Andrzej Pałasz       | 1960. július 22. (25 éves)     |      | Górnik Zabrze  |
| 17   | CS    | Andrzej Zgutczyński  | 1958. január 1. (28 éves)      |      | Górnik Zabrze  |
| 18   | V     | Krzysztof Pawlak     | 1958. február 12. (28 éves)    |      | Lech Poznań    |
| 19   | K     | Józef Wandzik        | 1963. augusztus 13. (22 éves)  |      | Górnik Zabrze  |
| 20   | KP    | Zbigniew Boniek      | 1956. március 3. (30 éves)     |      | Roma           |
| 21   | KP    | Dariusz Dziekanowski | 1962. szeptember 30. (23 éves) |      | Legia Warszawa |
| 22   | CS    | Jan Furtok           | 1962. március 9. (24 éves)     |      | GKS Katowice   |

### Portugália
Szövetségi kapitány:  José Torres
| Szám | Poszt | Név                        | Születési dátum (Kor)         | Vál. | Klub                 |
| ---- | ----- | -------------------------- | ----------------------------- | ---- | -------------------- |
| 1    | K     | Manuel Bento               | 1948. június 25. (37 éves)    |      | Benfica              |
| 2    | V     | João Pinto                 | 1961. november 21. (24 éves)  |      | Porto                |
| 3    | KP    | António Sousa              | 1957. április 28. (29 éves)   |      | Sporting CP          |
| 4    | V     | José Ribeiro               | 1957. november 2. (28 éves)   |      | Boavista             |
| 5    | V     | Álvaro                     | 1961. január 3. (25 éves)     |      | Benfica              |
| 6    | KP    | Carlos Manuel              | 1958. január 15. (28 éves)    |      | Benfica              |
| 7    | KP    | Jaime Pacheco              | 1958. július 22. (27 éves)    |      | Sporting CP          |
| 8    | V     | Frederico                  | 1957. április 6. (29 éves)    |      | Boavista             |
| 9    | CS    | Fernando Gomes             | 1956. november 22. (29 éves)  |      | Porto                |
| 10   | CS    | Paulo Futre                | 1966. február 28. (20 éves)   |      | Porto                |
| 11   | KP    | Fernando Óscar Bandeirinha | 1962. november 26. (23 éves)  |      | Académica de Coimbra |
| 12   | K     | Jorge Martins              | 1954. augusztus 22. (31 éves) |      | Belenenses           |
| 13   | V     | António Morato             | 1964. november 6. (21 éves)   |      | Sporting CP          |
| 14   | KP    | Jaime Magalhães            | 1962. július 10. (23 éves)    |      | Porto                |
| 15   | CS    | António Oliveira           | 1958. június 8. (27 éves)     |      | Benfica              |
| 16   | V     | José António               | 1957. október 29. (28 éves)   |      | Belenenses           |
| 17   | CS    | Diamantino                 | 1959. augusztus 3. (26 éves)  |      | Benfica              |
| 18   | KP    | Luís Sobrinho              | 1961. május 5. (25 éves)      |      | Belenenses           |
| 19   | CS    | Rui Águas                  | 1960. április 28. (26 éves)   |      | Benfica              |
| 20   | V     | Augusto Inácio             | 1955. február 1. (31 éves)    |      | Porto                |
| 21   | KP    | António André              | 1957. december 24. (28 éves)  |      | Porto                |
| 22   | K     | Vítor Damas                | 1947. október 8. (38 éves)    |      | Sporting CP          |